# Юэн, Тодд
Тодд Гордон Юэн (англ. Todd Gordon Ewen, 5 июля 1966 — 19 сентября 2015) — канадский хоккеист, тафгай.

## Карьера
В 1984 году Юэн был выбран в 8-м раунде драфта НХЛ клубом «Эдмонтон Ойлерз». За «нефтяников» он так ни разу и не сыграл, хотя несколько матчей провел на скамейке запасных. Наконец, состоялся его обмен в «Сент-Луис Блюз». Также, Тодд выступал в НХЛ за такие клубы как: «Монреаль Канадиенс» и один сезон за «Сан-Хосе Шаркс». Самыми яркими боями у Юэна были с Бобом Пробертом.

## Смерть
19 сентября 2015 года, страдая от депрессии, покончил жизнь самоубийством, выстрелив себе в голову из ружья.

## Награды
- обладатель кубка Стэнли (1993, «Монреаль Канадиенс»)